# A kochał ją, że strach
A kochał ją, że strach – debiutanckie opowiadanie fantastyczne Anny Brzezińskiej z 1998 roku, nagrodzone Nagrodą im. Janusza A. Zajdla. Opowiadanie ukazało się po raz pierwszy w „Magii i Mieczu” nr 10/1998 (58). Opowiadanie było także publikowane w autorskim zbiorze opowiadań Opowieści z Wilżyńskiej Doliny.

## Nagrody
W 1999 na Polconie w Warszawie, Anna Brzezińska otrzymała za A kochał ją, że strach Nagrodę im. Janusza A. Zajdla w kategorii najlepsze opowiadanie.